# Jaunākās Ziņas
«Яунакас Зиняс» (латыш. Jaunākās Ziņas, с латыш. — «Последние новости») — крупнейшая латвийская ежедневная газета, издававшаяся в Риге с 1911 по 1940 год. Была основана издателями Эмилией Беньямин и Антоном Беньямином. В период между Первой и Второй мировой войной стала самым массовым и влиятельным периодическим изданием в Латвии.

## История
Газета «Яунакас Зиняс» была основана в 1911 году предпринимателями и издателями Эмилией Беньямин и Антоном Беньямином. Первый выпуск был напечатан 8 декабря 1911 года и стоил одну копейку. 
Особенного расцвета газета достигла в период независимой Латвийской Республики (1918-1940), когда она стала в ведущим изданием страны. К 1930-м годам тираж «Яунакас Зиняс» достигал 200 000 экземпляров, что было достаточно высоким показателем для страны с населением около 2 миллионов человек.
Газета выходила до 1940 года, когда после советской оккупации Латвии деятельность издания была прекращена. Последний номер газеты был опубликован 9 августа 1940 года.

## Содержание
«Яунакас Зиняс» позиционировалась как независимое издание, ориентированное на широкую аудиторию. Газета придерживалась умеренной политической позиции, сосредотачиваясь на новостях, актуальных общественных темах и культурных событиях.
Важной особенностью издания была его коммерческая направленность. В отличие от многих других газет того времени, «Яунакас Зиняс» не являлась органом какой-либо политической партии или движения, что позволяло ей сохранять относительную независимость.

## Значение
«Яунакас Зиняс» сыграла значительную роль в формировании общественного мнения и развитии латышской журналистики в первой половине XX века. Газета являлась одним из символов независимой Латвии межвоенного периода. Архив газеты «Яунакас Зиняс» хранится в Национальной библиотеке Латвии и является ценным историческим источником, отражающим жизнь латвийского общества в период между двумя мировыми войнами. Многие номера газеты доступны в оцифрованном виде в рамках проекта по сохранению периодических изданий Латвии.

## Известные сотрудники
В 1930-х годах в газете работало около 455 сотрудников, не считая корреспондентов за пределами Риги. Наряду с семьей Беньяминов газете в разное время работали Янис Акуратерс, Аншлавс Эглитис, Эмиль Мелнгайлис, Анна Румане-Кенине, Карлис Скалбе, Ян Судрабкалн, Индрикис Зебериньш, Николай Шилиньш, Янис Залитис, Роланд Калныньш, Юлий Лацис, Август Скадиньш, Монта Крома, Николай Малта, Пётр Блау, и другие.